# Sorrento
Sorrento (Surriento in napoletano) è un comune italiano di 15 077 abitanti della città metropolitana di Napoli in Campania.

## Geografia fisica
(Gaetano Moroni, Dizionario di erudizione storico-ecclesiastica, vol. LXVII, p. 233)

### Territorio
Il comune è posto lungo la costa del mar Tirreno, nel golfo di Napoli, e sorge sul versante nord-occidentale della penisola sorrentina, alla quale ha dato il nome.
Il centro urbano si estende su un alto terrazzo tufaceo, caratterizzato da falesie, con un'elevazione media di 47 metri sul livello del mare. Il territorio comunale è contraddistinto da una rigogliosa vegetazione.

## Origini del nome
Il toponimo "Sorrento" deriva dal latino Surrentum, ed è ben documentato in epoca classica, anche da fonti greche. Potrebbe derivare dalla forma greca Συρρεντόν, Syrrentón, dal verbo συρρέω, syrréo, "confluisco", in riferimento dalle acque che scendono dalle strette valli nelle vicinanze: quindi "confluenza delle acque".

## Storia

Confini approssimativi degli Stati presenti in Campania intorno all'anno 1000, tra cui il Ducato di Sorrento, evidenziato in rosso

Sebbene la fondazione di Sorrento sia tradizionalmente attribuita agli antichi Greci, la cittadina ebbe come primi abitanti stanziali i popoli italici, prima Etruschi e poi, dal 420 a.C., Osci, che vi esercitarono un importante influsso. In età romana, Sorrento è ricordata per aver partecipato all'insurrezione degli Italici (90 a.C.); vi fu quindi dedotta da Silla una colonia, a cui seguì più tardi uno stanziamento di veterani di Ottaviano. Fu poi municipio della tribù Menenia.
Fu sede vescovile almeno dal 420. Durante la crisi del dominio bizantino in Italia, la cittadina acquistò autonomia come ducato, prima sotto la supremazia dei duchi di Napoli, poi con arconti e duchi propri, sempre in lotta con Amalfi, Salerno ed i Saraceni. La storia di Sorrento si confonde con quella delle altre città campane; prese parte alle leghe anti musulmane; combatté i Longobardi di Benevento; conobbe lotte familiari tra i nobili locali. Obbligato nel secolo XI da Guaimario ad accettare come proprio duca il fratello, Guido, il ducato di Sorrento riprese la propria autonomia dopo la morte di quest'ultimo per poi perderla definitivamente nel 1137, assorbito nel nuovo regno dei Normanni. Sorrento seguì da allora le sorti del regno, non senza ribellioni e conflitti, specie all'inizio dell'età aragonese. Il 13 giugno 1558 fu presa e saccheggiata dai turchi; nell'inverno del 1648 la città sostenne valorosamente l'assedio di Giovanni Grillo, generale del duca di Guisa. Fino al '700 mantenne la sua organizzazione amministrativa con i sedili cittadini, ove furono aggregate varie famiglie nobili locali. Tra questi dal XIV secolo vi furono i d'Alessandro del sedile di Dominova con vari esponenti illustri e che si estinsero nel corso del XVIII secolo.
Nel 1799 la città fu inglobata dalla repubblica napoletana filo-giacobina, la città fu abbastanza ostile e ad aprile le navi inglesi e dei Borbone attaccarono la città.

### Simboli
Lo stemma di Sorrento è stato riconosciuto con decreto del capo del governo del 20 settembre 1928.

## Monumenti e luoghi d'interesse

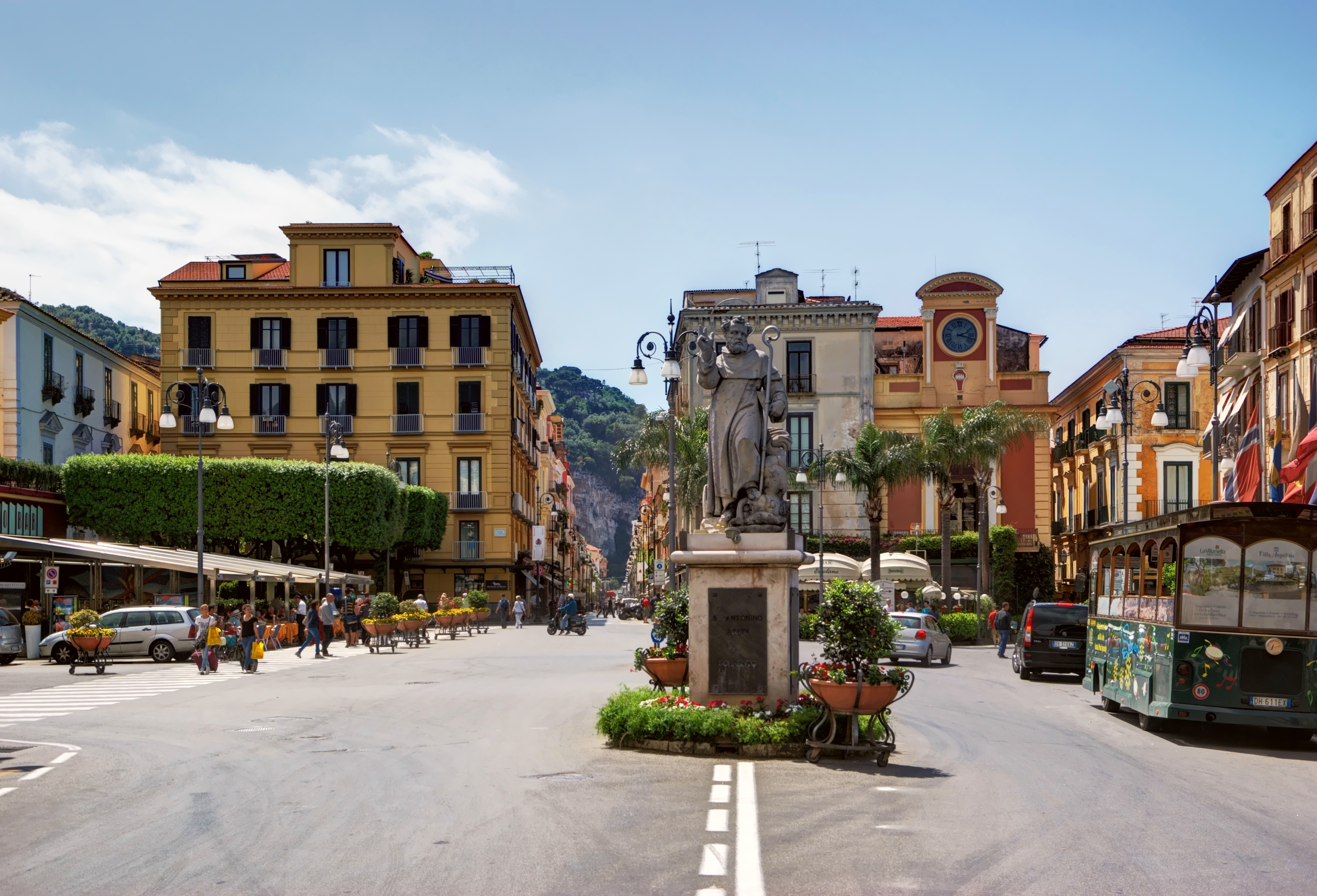
Piazza Tasso

### Architetture religiose
- Cattedrale dei Santi Filippo e Giacomo: chiesa monumentale risalente al X secolo, cattedrale dell'arcidiocesi di Sorrento-Castellammare di Stabia e sede parrocchiale. Antistante la cattedrale è posto l'episcopio.
- Basilica di Sant'Antonino: basilica monumentale risalente all'XI secolo; al suo interno sono custodite le spoglie del santo patrono della città, sant'Antonino.
- Chiesa dei Santi Felice e Baccolo: chiesa monumentale conosciuta anche con il nome di chiesa del Rosario, situata nel centro storico e cattedrale della città per diversi secoli.
- Chiesa di San Paolo: chiesa monumentale del centro storico; ad essa annesso è anche l'omonimo monastero delle benedettine, trasformato poi in un istituto scolastico.
- Santuario della Madonna del Carmine: chiesa monumentale del centro storico; edificata nel III secolo è stata ricostruita nel XVI secolo.
- Chiesa di San Pietro a Mele: secondo la tradizione edificata da san Pietro nei pressi di un cimitero pagano, venne ricostruita nella metà del XIX secolo, per poi assumere il suo aspetto definitivo nel 1912[9].
- Chiesa di San Francesco: edificata nel XIV secolo, fu completamente ricostruita nel 1850; annessa alla chiesa è il convento con il chiostro di San Francesco[10].

### Architetture civili
Procedendo verso la località Capo di Sorrento, sul corso Italia vi è la Villa Fiorentino lasciata in eredità dai coniugi Fiorentino-Cuomo alla città di Sorrento. La costruzione fu terminata nel 1936 e si estende dalle antiche mura fino al corso Italia. Essa è usata per esposizioni, concerti e altri eventi pubblici mentre il giardino è adibito a parco giochi.

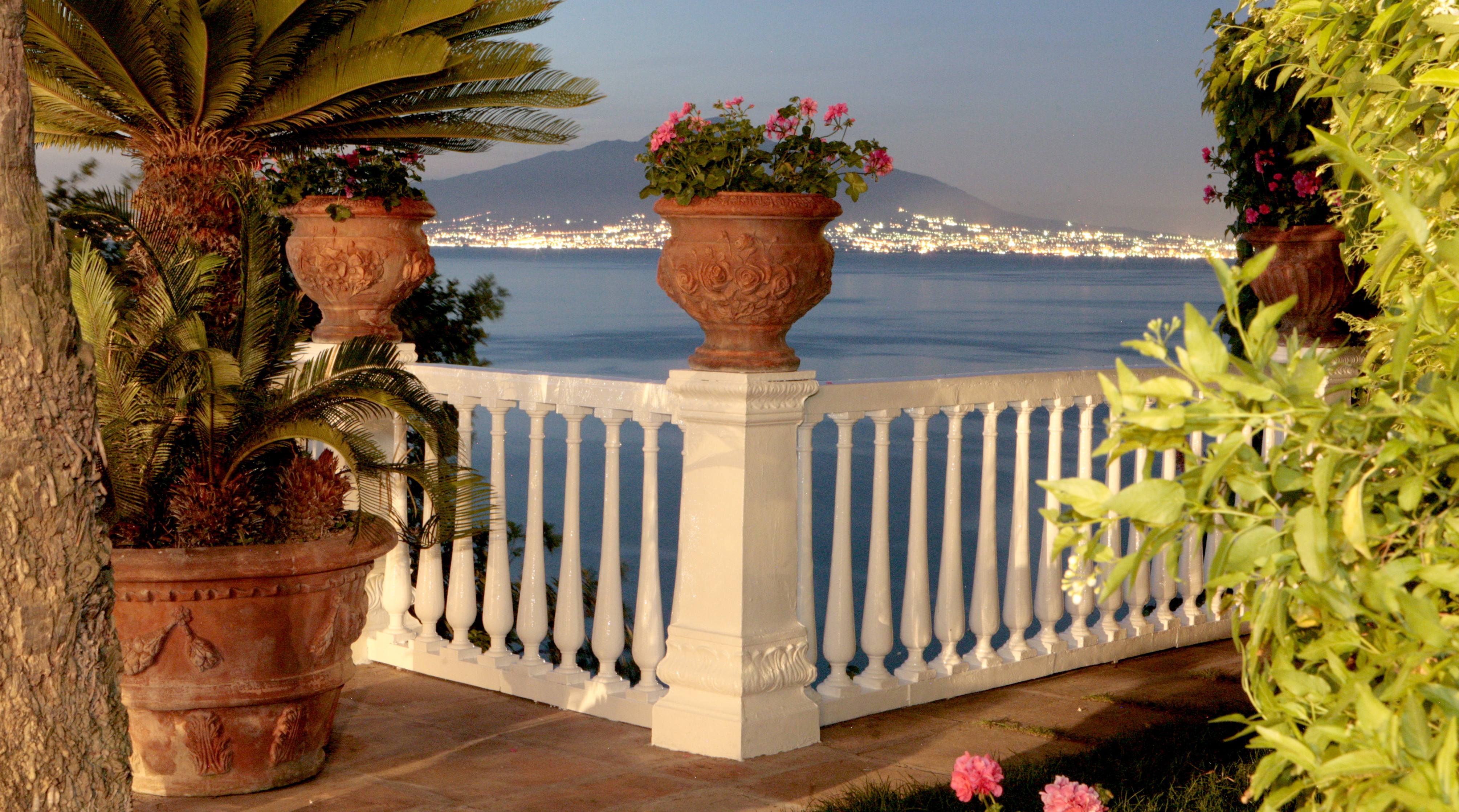
Vista golfo di Napoli e Vesuvio da Villa Silvana

Nel centro di Sorrento, a pochi passi da piazza Tasso, sorge Villa Silvana, elegante dimora in stile liberty, di inizio Novecento, con una terrazza da cui si vede il golfo. La villa è immersa in una vegetazione esotica (palme, cycas, camelie, rose banksiae, yucca, agave, aloe, e piante grasse). La discesa verso il mare è possibile per mezzo di una lunga serie di scalini, intervallati da terrazzini panoramici circondati da piante di limone, pini, viti e fichi. Famosa anche Villa Tritone, a strapiombo sul mare, dove soggiornò Benedetto Croce quando era presidente del Comitato di liberazione nazionale.
Sono presenti due sedili: il Sedil Dominova, risalente al XVI secolo e conservato nella sua struttura originaria, e il Sedile di Porta, più antico del precedente ma profondamente mutato nell'architettura.

### Siti archeologici
- Necropoli di Sottomonte: ubicata al confine tra Sorrento e Sant'Agnello, la necropoli venne utilizzata tra il VII secolo a.C. e il II secolo; fu scoperta nel 1843[11] e musealizzata nel 2024 tramite l'utilizzo di vetrine che proteggono resti di muratura in opera reticolata e alcune tombe[12].

## Società

### Evoluzione demografica
Abitanti censiti

### Tradizioni e folclore
Le tradizionali processioni del Venerdì Santo sono tra gli eventi religiosi più sentiti dalla popolazione locale. Originarie del medioevo, assunsero le caratteristiche attuali nel XVI secolo, con la dominazione spagnola. L'organizzazione è tuttora affidata alle antiche arciconfraternite di Santa Monica e della Morte, che hanno avuto grande influenza sulla storia e la cultura di Sorrento e della penisola tutta.

## Cultura

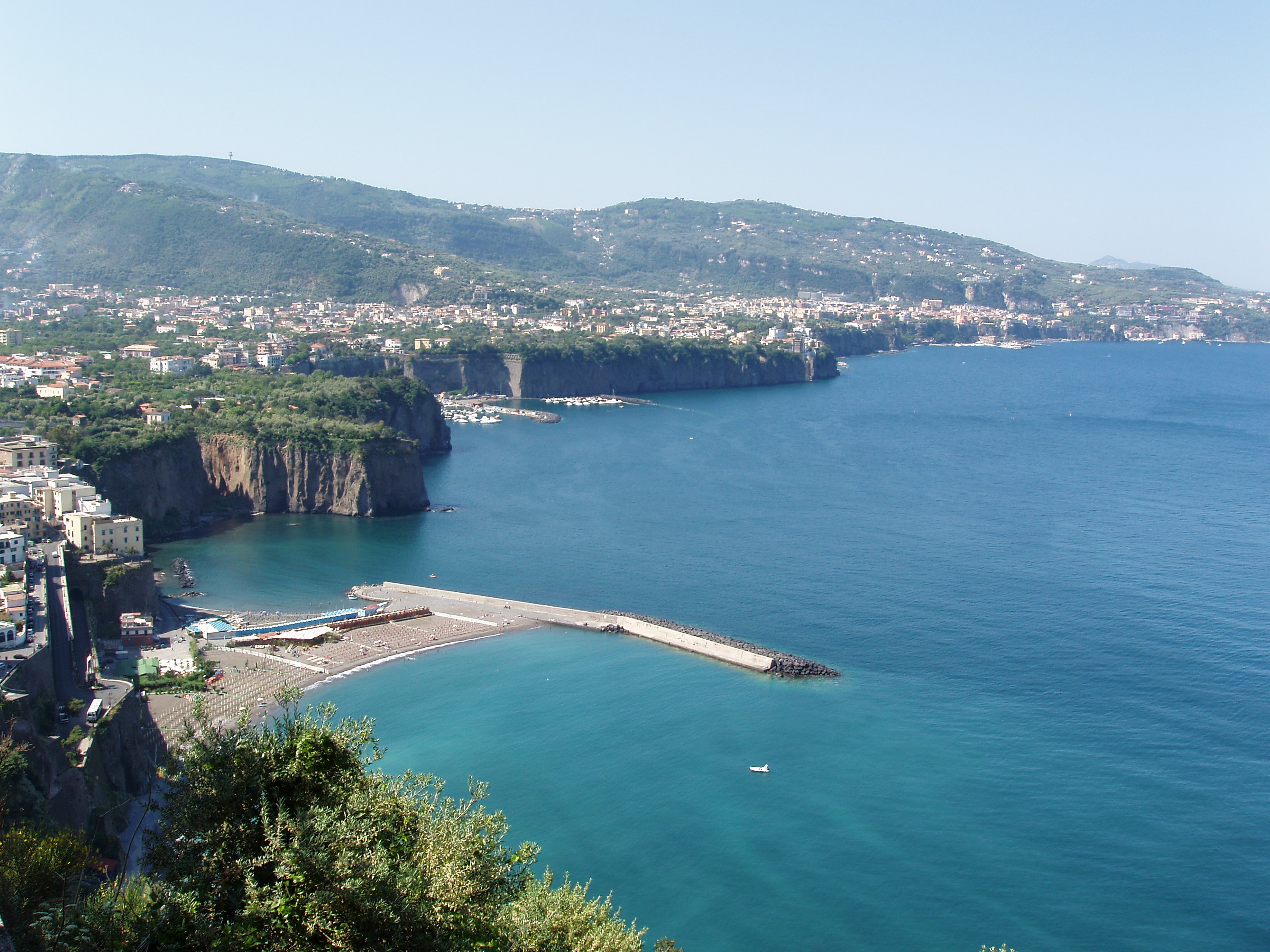
Vista della penisola sorrentina
con Sorrento sullo sfondo

### Cinema
Nel 1955 venne girato a Sorrento il film "Pane, amore e..." per la regia di Dino Risi e con Sophia Loren e Vittorio De Sica. Sempre a Sorrento sono state girate numerose scene della fiction Capri prodotta dalla Rai. A Sorrento e dintorni, nel 2011, iniziarono le riprese del film Love Is All You Need diretto da Susanne Bier. Alcune scene della serie televisiva One Piece sono state girate a Sorrento.

### Musica
Il nome della città è legato alla celebre canzone napoletana Torna a Surriento composta dai fratelli Giovan Battista ed Ernesto De Curtis negli ultimi anni dell'Ottocento e pubblicata ufficialmente nel 1905. Il brano, diventato subito popolare, nei decenni successivi è stato interpretato da cantanti di tutto il mondo.

### Cucina
Tra i prodotti enogastronomici tipici del territorio si citano la delizia al limone, un dolce creato dal pasticciere sorrentino Carmine Marzuillo nel 1978 e il limoncello, liquore noto in tutto il mondo, ottenuto da antiche ricette, dalle bucce di limone del famoso limone di Sorrento IGP con alcool, acqua e zucchero. Tipicità culinaria della zona sono gli gnocchi alla sorrentina.

### Eventi
Sorrento è stata sede della rassegna cinematografica "Incontri Internazionali del Cinema di Sorrento", che nel 2005 celebrarono alla 40ª edizione, fondata tra gli altri dal critico cinematografico Gian Luigi Rondi, che a lungo ne fu direttore artistico.

## Economia
L'economia di Sorrento, un tempo prevalentemente imperniata sull'agricoltura, l'artigianato e la cantieristica navale, si fonda oggi prevalentemente sul turismo, che beneficia della vocazione culturale e balneare del centro abitato e ha visto il proliferare degli alberghi e delle altre strutture ricettive e della ristorazione.
Tuttora fiorente è l'agricoltura: il fertile suolo calcareo che privilegia le produzioni di agrumi (tra cui l'arancia di Sorrento), di noci e di olio d'oliva, noto con il riconoscimento DOP Penisola Sorrentina. Attiva è anche l'industria casearia. L'artigianato locale, sebbene non abbia più il vasto successo commerciale del passato, è imperniato sull'ebanisteria, l'intarsio su materiali lignei (tarsia lignea) e la lavorazione di lini e merletti, e si rivolge prevalentemente alla clientela straniera.
La cantieristica navale, un tempo vanto dell'intera penisola sorrentina, fornendo navi mercantili per i grandi armatori non solo locali e imbarcazioni di medie e piccole dimensioni per turismo o la pesca, registra oggi volumi marginali, soprattutto dopo la delocalizzazione degli stabilimenti che in anni recenti avevano realizzato prevalentemente imbarcazioni da diporto.

## Infrastrutture e trasporti

### Strade
Il comune di Sorrento è attraversato dalla strada statale 145 Sorrentina, che localmente assume il nome di "Corso Italia". Tale arteria fu interessata, fra il 1906 e il 1946, dal percorso della tranvia Castellammare di Stabia-Sorrento.

### Ferrovie
Il treno costituisce il mezzo di trasporto più efficace per gli spostamenti fra Sorrento e i comuni vicini. La stazione di Sorrento, capolinea meridionale della ferrovia Torre Annunziata-Sorrento facente parte della rete ex Circumvesuviana, è collegata a Sant'Agnello, Piano di Sorrento, Meta, Vico Equense e, più a nord, consente di raggiungere Pompei, Ercolano e Napoli.
Nel 1893 fu inaugurata la funicolare di Sorrento, realizzata dal pioniere delle funicolari Alessandro Ferretti. L'impianto, che collegava il porto con l'hotel Vittoria attraverso una galleria scavata nel tufo, cessò la sua attività tre anni dopo, nel 1896.

### Porti

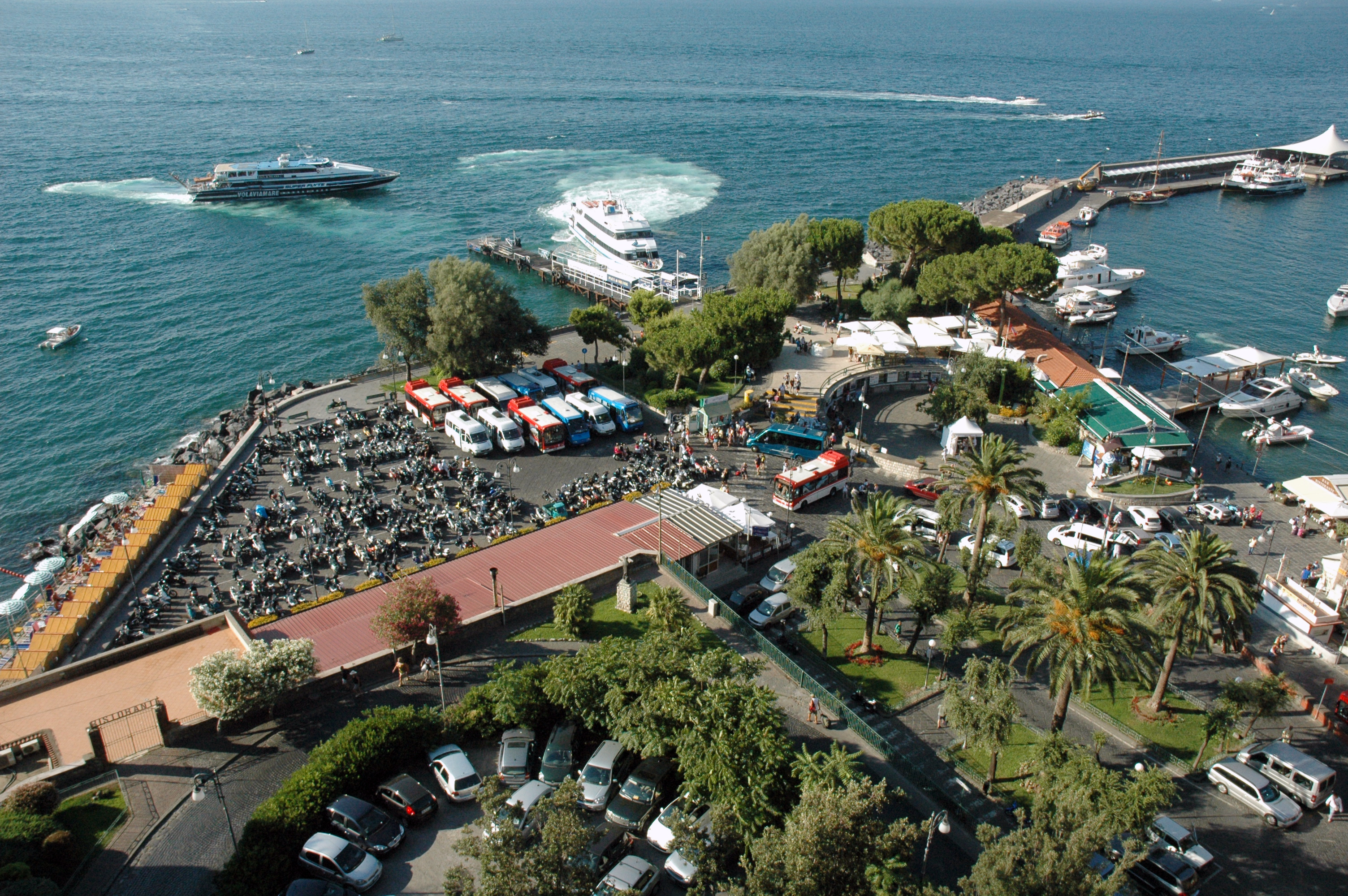
Porto di Sorrento

Il comune è dotato di due piccoli porti, il porto di Sorrento il cui nome è Marina Piccola e il piccolo porto per pescatori di Marina Grande. Marina Piccola è servita da aliscafi per Ischia, Capri, Positano e Napoli.

## Amministrazione
| Periodo          | Periodo          | Primo cittadino  | Partito                                    | Carica                  | Note |
| ---------------- | ---------------- | ---------------- | ------------------------------------------ | ----------------------- | ---- |
| 23 aprile 1993   | 19 novembre 1995 | Marco Fiorentino | Forza Italia                               | Sindaco                 |      |
| 19 novembre 1995 | 16 aprile 2000   | Ferdinando Pinto | L'Ulivo                                    | Sindaco                 |      |
| 16 aprile 2000   | 3 aprile 2005    | Marco Fiorentino | Forza Italia                               | Sindaco                 |      |
| 3 aprile 2005    | 28 marzo 2010    | Marco Fiorentino | Forza Italia                               | Sindaco                 |      |
| 28 marzo 2010    | 31 maggio 2015   | Giuseppe Cuomo   | Il Popolo della Libertà                    | Sindaco                 |      |
| 31 maggio 2015   | 5 ottobre 2020   | Giuseppe Cuomo   | Lista civica (Forza Italia, dal 2019 Lega) | Sindaco                 |      |
| 5 ottobre 2020   | 28 maggio 2025   | Massimo Coppola  | Lista civica (centro sinistra)             | Sindaco                 |      |
| 28 maggio 2025   | in carica        | Rosalba Scialla  |                                            | Commissario prefettizio |      |

### Gemellaggi
- Mar del Plata
- Nizza
- Kumano
- Skien
- Eilat, dal 2017
- Ragusa (Croazia), dal 2023

### Altre informazioni amministrative
Le competenze in materia di difesa del suolo sono delegate dalla Campania all'Autorità di bacino regionale Destra Sele.

## Sport
Hanno sede nel comune la società di calcio Sorrento 1945 e la società di pallavolo Libertas Sorrento.
Sorrento è stata punto di partenza della corsa ciclistica Tirreno-Adriatico. Il 29 maggio 1991 la 4ª tappa del Giro d'Italia 1991 si è conclusa a Sorrento. Il 16 maggio 2007 la 4ª tappa del Giro d'Italia ha attraversato la costiera sorrentina per concludersi al Santuario di Montevergine, Il 6 maggio 2013 la 3ª tappa del Giro d'Italia è partita da Sorrento per concludersi ad Ascea.